# 雙性戀自豪日
雙性戀自豪日起始於1999年，定為每年的9月23日。許多雙性戀者和支持者會在這一天舉辦慶祝活動，例如聚餐、派對或音樂會等。此外，這一天也被用來宣導人們能夠重視及認同雙性戀，且讓大家了解雙性戀的歷史和文化。有時雙性戀自豪日的慶祝者也包括泛性戀（pansexual）者。

## 歷史
1999年9月23日，溫迪·卡里（Wendy Curry）、麥可·佩奇（Michael Page）和吉吉·瑞芬·威爾伯（Gigi Raven Wilbur）等三名美國雙性戀權利推動人士舉行首次的雙性戀自豪日活動，並開始推廣至各地。推動者之一的威爾伯曾說：
|  | 自從石牆暴動發生之後，同性戀以及雙性戀的社群和知名度逐漸壯大。但在許多方面中，我們仍然無法看見這種現象。我也自動被貼上社會所制約的一夫一妻之標籤，能否接受同性戀或雙性戀，一切取決於每個人的性別認知。 |

雙性戀自豪日所舉辦的慶祝活動通常都是跟雙性戀有關，不會舉行與同性戀有關的活動。
在自豪日當天，很多地區都有舉辦一些活動，其中較著名的有多倫多大型舞會和澳大利亞昆士蘭州的化妝舞會。此外，像德國、日本、紐西蘭、瑞典、英國和美國等地也會有一些慶祝活動。

## 外部連結
- （英文）英國對於雙性戀自豪日的慶祝活動